# Сущность (информатика)
Сущность — это любой однозначно идентифицируемый конкретный или абстрактный объект, включая события и связи между объектами, информация о котором хранится и обрабатывается в базе данных (БД). В различных предметных областях значение этого термина может сужаться и обозначать специфические понятия.

## Сущность в XML
Сущность — мельчайшая часть в документе, содержащая символы. У каждой сущности есть имя (существуют исключения, напр. документная сущность).

## Сущность в Bitrix Framework
Сущность — объединение однотипных объектов, обладающих одинаковым набором ключевых характеристик. Также это конфигурация хранимого и обрабатываемого объекта, обеспечивающая корректность и целостность данных, обязывающая систему проверять формат данных и вхождение в диапазон допустимых значений.

## Сущность в обработке естественного языка
Сущности — наименования организаций, персон, географические объекты, различные символьно-цифровые конструкции, классы сущностей; сеть синтактико-семантических отношений между сущностями текста; структуры данных, описывающие упомянутые в тексте события и факты. Существует несколько моделей методов извлечения сущностей: LSA, MWPE, TextRank.

## Рекомендуемая литература
- Entity класс в Java — требования и определение[6].